# Liste der Baudenkmäler in Sonthofen

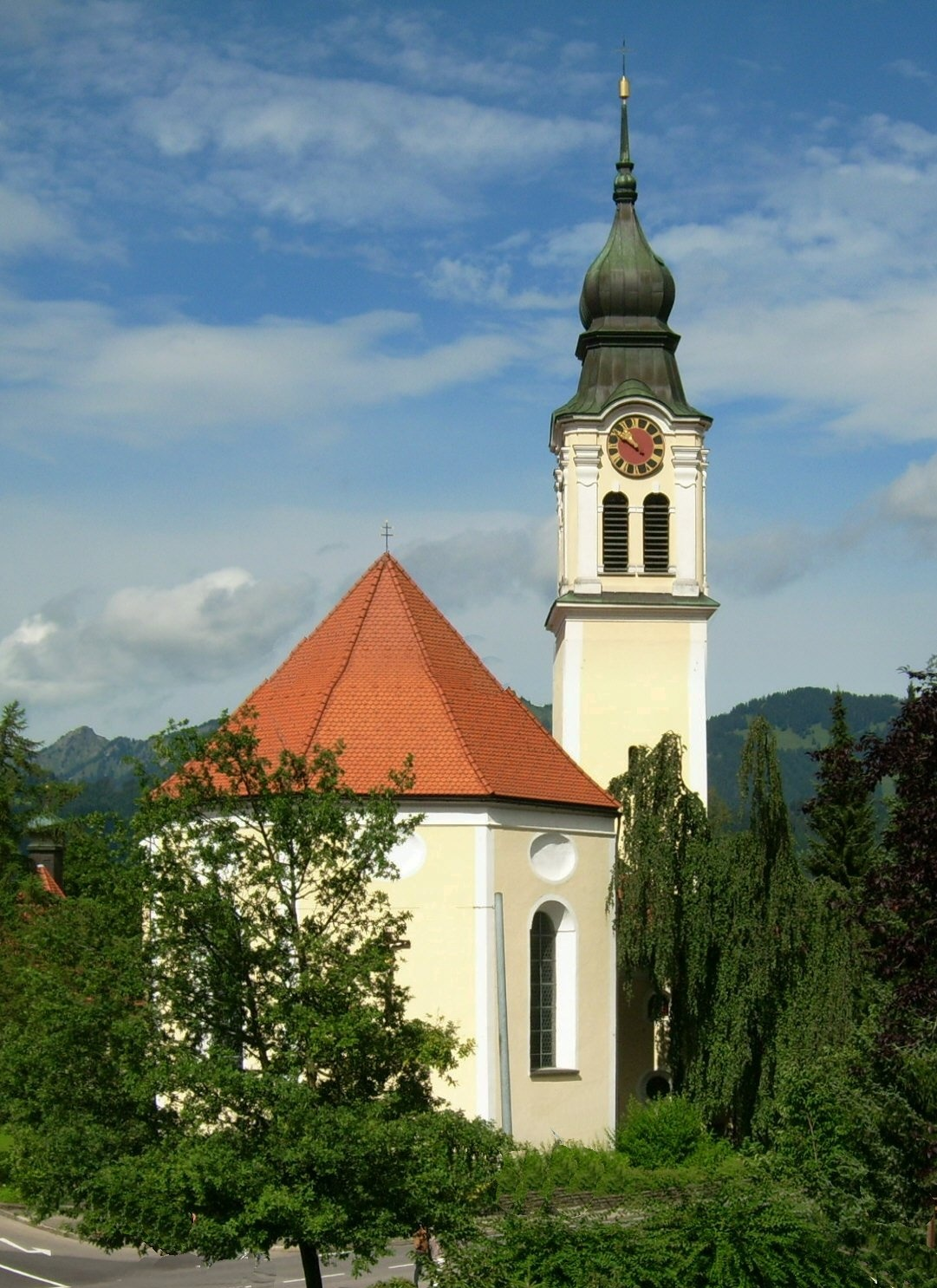
Pfarrkirche St. Michael in Sonthofen

Auf dieser Seite sind die Baudenkmäler in der schwäbischen Stadt Sonthofen zusammengestellt. Diese Tabelle ist eine Teilliste der Liste der Baudenkmäler in Bayern. Grundlage ist die Bayerische Denkmalliste, die auf Basis des Bayerischen Denkmalschutzgesetzes vom 1. Oktober 1973 erstmals erstellt wurde und seither durch das Bayerische Landesamt für Denkmalpflege geführt wird. Die folgenden Angaben ersetzen nicht die rechtsverbindliche Auskunft der Denkmalschutzbehörde.

## Baudenkmäler nach Ortsteilen

### Sonthofen
| Lage                                                     | Objekt                                                    | Beschreibung | Akten-Nr.              | Bild                                                      |
| -------------------------------------------------------- | --------------------------------------------------------- | --- | ---------------------- | --------------------------------------------------------- |
| Am Kalvarienberg 11 (Standort)                           | Kriegergedächtniskapelle                                  | Pavillonartiger Zentralbau mit Eckpilastern und Mansardwalmdach, 1924 unter Verwendung älterer Teile des 17. Jahrhunderts in neubarocken Formen errichtet; mit Ausstattung. | D-7-80-139-84          | Kriegergedächtniskapelle                                  |
| Friedhofstraße 4 (Standort)                              | Friedhofskapelle St. Sebastian und Afra                   | Friedhofskapelle St. Sebastian und Afra, Saalbau mit dreiseitig geschlossenem Chor und Dachreiter mit Zwiebelhaube, von Ludwig Schratt, 1825/26; mit Ausstattung. | D-7-80-139-2           | Friedhofskapelle St. Sebastian und Afra                   |
| Frühlingstraße (Standort)                                | Turnhalle                                                 | Turnhalle, erdgeschossiger Walmdachbau, 1911, später verändert. | D-7-80-139-79          | Turnhalle                                                 |
| Frühlingstraße 2 (Standort)                              | Villa                                                     | Villa, zweigeschossiger Satteldachbau mit Zwerchhaus, Erkern und Lauben, im alpenländischen Stil, von Franz Xaver Ammann, 1908. | D-7-80-139-78          | BW                                                        |
| Grüntenstraße (Standort)                                 | Sühnekreuz                                                | Sühnekreuz, Sandstein, 16. Jahrhundert; | D-7-80-139-15          | Sühnekreuz                                                |
| Grüntenstraße 33 (Standort)                              | Ehemaliges Leprosenhaus                                   | Ehemaliges Leprosenhaus, zweigeschossiger, verputzter Blockbau mit Flachsatteldach, Mitte 18. Jahrhundert | D-7-80-139-4           | weitere Bilder                                            |
| Hindelanger Straße 16 (Standort)                         | Katholische Kapelle Christi Urlaub                        | Katholische Kapelle Christi Urlaub, Rechteckbau mit Satteldach und Wandpfeilern, bezeichnet 1854; mit Ausstattung. | D-7-80-139-5           | Katholische Kapelle Christi Urlaub                        |
| Kirchstraße 11 (Standort)                                | Katholische Stadtpfarrkirche St. Michael                  | Katholische Stadtpfarrkirche St. Michael, Saalbau mit leicht eingezogenem Chor und nördlichem Turm mit geschwungener Haube, nach 1449, Erweiterung 1488, Umgestaltung durch Hans Weißkopf 1695 und durch Franz Kappeler 1738–42, Wiederaufbau durch Thomas Wechs 1948 und Vorzeichen 1955; mit Ausstattung. | D-7-80-139-8           | weitere Bilder                                            |
| Kirchstraße 11 (Standort)                                | Frauenkapelle                                             | Saalbau mit dreiseitig geschlossenem Chor und Dachreiter mit Zwiebelhaube, Wiederaufbau 1449 und 1540, Umgestaltung durch Hans Weißkopf und Andreas Luibenstein 1695–97; mit Ausstattung. | D-7-80-139-8 zugehörig | weitere Bilder                                            |
| Marktstraße 1 (Standort)                                 | Altes Rathaus und Schranne, jetzt Stadtbücherei           | dreigeschossiger giebelständiger Satteldachbau und stichbogigen Öffnungen im Erdgeschoss, 1555/56 erbaut, mehrfach und zuletzt tiefgreifend umgestaltet | D-7-80-139-10          | BW                                                        |
| Marktstraße 5 (Standort)                                 | Ehemaliges Bauernhaus                                     | Ehemaliges Bauernhaus, jetzt Wohn- und Geschäftshaus, zweigeschossiger Bau mit Flachsatteldach und verputzten Blockwänden, im Kern 17./18. Jahrhundert | D-7-80-139-11          | Ehemaliges Bauernhaus                                     |
| Marktstraße 6 (Standort)                                 | Ehemaliges Wohnhaus, jetzt Wohn- und Geschäftshaus        | zweigeschossiger Bau mit Mansardwalmdach, 1. Drittel 19. Jahrhundert, erneuert | D-7-80-139-12          | BW                                                        |
| Martin-Luther-Straße 6 (Standort)                        | Evang.-Luth. Täufer-Johannis-Kirche                       | Saalbau mit nördlichem Turm mit Spitzhelm und südwestlichem Vorbau mit Zwiebelhaube, von Georg Zeitler, 1911–12, verändert 1952, Erweiterung 1960; mit Ausstattung. | D-7-80-139-13          | weitere Bilder                                            |
| Mühlenweg 1, 3 (Standort)                                | Möggenried-Haus                                           | Ehemalige Nagelschmiede, zweigeschossiger, verputzter Bau mit Frackdach, Wohnteil Block- und Ständer-Bohlenbau, 1586 (dendrochronologisch datiert), mit jüngerem hinterem Anbau. | D-7-80-139-76          | weitere Bilder                                            |
| Prinz-Luitpold-Straße 2 (Standort)                       | Amtsgericht                                               | Amtsgericht, zweigeschossiger Walmdachbau mit Zwerchgiebeln über L-förmigem Grundriss, neubarock, 1913–14. | D-7-80-139-73          | Amtsgericht                                               |
| Samuel-Bachmann-Straße 3 (Standort)                      | Ehemaliges Turbinenhaus                                   | Ehemaliges Turbinenhaus der Textilfabrik Samuel Bachmann, zweigeschossiger Walmdachbau mit Ecklisenen, bezeichnet 1887, mit Turbine von 1904; ursprünglich über dem Ostrach-Kanal. | D-7-80-139-69          | weitere Bilder                                            |
| Schloßbauer, 300 m südlich Berghofen gelegen. (Standort) | Burgruine Fluhenstein                                     | Burgruine Fluhenstein, Mauerreste des nördlichen Hauptbaus, der westlichen Verbindungsmauer und des Südflügels mit östlich anschließendem, halbrundem Turm, Bruch- und Rollsteinmauerwerk, 1361 und um 1500/01;                                                                                             | D-7-80-139-16          | weitere Bilder                                            |
| Sonnenstraße 1 (Standort)                                | Ehemaliges Bauernhaus                                     | Ehemaliges Bauernhaus, jetzt Heimatmuseum, zweigeschossiger, verputzter Blockbau mit Flachsatteldach, im Kern 18. Jahrhundert, erneuert. | D-7-80-139-14          | Ehemaliges Bauernhaus                                     |
| Sonnenstraße 4 (Standort)                                | Ehemaliges Bauernhaus                                     | Ehemaliges Bauernhaus, später Bäckerei, zweigeschossiger Satteldachbau, Wohnteil Blockbau, im Kern 18. Jahrhundert, einheitliche Umgestaltung 1892 mit Einbau von Laden und Backstube. | D-7-80-139-74          | weitere Bilder                                            |
| Spitalplatz 1 (Standort)                                 | Katholische Spitalkirche Hl. Kreuz                        | Saalbau mit eingezogenem Chor und östlichem Turm mit Zwiebelhaube, nach Zerstörung Wiederaufbau von 1945–48; mit historischen Ausstattungsstücken. | D-7-80-139-3           | weitere Bilder                                            |
| Südstraße 1 (Standort)                                   | Ehemaliges Wohnhaus und Atelier des Malers Heinrich Barth | Ehemaliges Wohnhaus und Atelier des Malers Heinrich Barth, erdgeschossiger Mansardwalmdachbau mit Zwerchhaus und halbrunder südlicher Erweiterung, barockisierend, von Franz Xaver Ammann, 1912. | D-7-80-139-77          | Ehemaliges Wohnhaus und Atelier des Malers Heinrich Barth |

### Altstädten
| Lage                                    | Objekt                                     | Beschreibung | Akten-Nr.     | Bild                                                                                                |
| --------------------------------------- | ------------------------------------------ | --- | ------------- | --------------------------------------------------------------------------------------------------- |
| Am Anger 9 (Standort)                   | Ehemaliges Bauernhaus                      | zweigeschossiger verputzter Blockbau mit flachem Satteldach, reichem Fachwerkgiebel und gedrehten Bügen, im Kern um 1547/48 (dendrodatiert), Wirtschaftsteil verändert. | D-7-80-139-19 | Ehemaliges Bauernhaus                                                                               |
| Beilenberger Straße 2 (Standort)        | Bauernhaus                                 | Mittertennbau, zweigeschossiger zum Teil verschindelter Blockbau mit flachem Satteldach, 1. Drittel 19. Jahrhundert                                                     | D-7-80-139-21 | Bauernhaus                                                                                          |
| Beilenberger Straße 4 (Standort)        | Bauernhaus                                 | zweigeschossiger, verputzter, zweifach vorkragender Blockbau mit flachem Satteldach, Fachwerkgiebel, Webkeller und Längstenne, im Kern noch 1. Hälfte 16. Jahrhundert   | D-7-80-139-22 | Bauernhaus                                                                                          |
| Bergweg 2 (Standort)                    | Wohnteil eines ehemaligen Bauernhauses     | zweigeschossiger verputzter Blockbau mit flachem Satteldach und geschnitzten Bügen, im Kern 2. Hälfte 18. Jahrhundert                                                   | D-7-80-139-23 | BW                                                                                                  |
| Hinanger Straße 9 (Standort)            | Kalvarienbergkapelle                       | Rechteckbau mit eingezogener, halbrunder Apsis und Dachreiter, 1737; mit Ausstattung.                                                                                   | D-7-80-139-27 | Kalvarienbergkapelle                                                                                |
| Nähe Am Anger (Standort)                | Wegkapelle St. Anna                        | Rechteckbau mit Satteldach, Ende 18. Jahrhundert; mit Ausstattung. | D-7-80-139-28 | BW                                                                                                  |
| Pfarrstraße 1 (Standort)                | Katholische Pfarrkirche St. Peter und Paul | Saalbau mit eingezogenem Chor und nördlichem Turm mit Zwiebelhaube, im Kern spätgotisch, Umgestaltung durch Franz Kappeler 1732/33; mit Ausstattung.                    | D-7-80-139-18 | weitere Bilder                                                                                      |
| Pfarrstraße 2 (Standort)                | Ehemaliges Lehrerhaus                      | zweigeschossiger Mittertennbau mit flachem Satteldach, Wohnteil verputzter Blockbau, frühes 19. Jahrhundert                                                             | D-7-80-139-72 | Ehemaliges Lehrerhaus                                                                               |
| Pfarrstraße 3 (Standort)                | Pfarrhaus                                  | zweigeschossiger Walmdachbau mit Eckquaderung, 1835; ehemaliger Pfarrstadel, jetzt Kindergarten, zweigeschossiger Satteldachbau mit Blockbau-Erdgeschoss, im Kern 1720. | D-7-80-139-25 | Pfarrhaus                                                                                           |
| an Straße nach Sonthofen (Standort)     | Sühnekreuz                                 | Sandstein, bezeichnet 1563; | D-7-80-139-29 | BW                                                                                                  |
| Weingartenweg 6 (Standort)              | Wohnteil eines ehemaligen Bauernhauses     | zweigeschossiger verschindelter Blockbau mit flachem Satteldach, 2. Hälfte 18. Jahrhundert                                                                              | D-7-80-139-26 | Wohnteil eines ehemaligen Bauernhauses                                                              |
| Straßäcker (südlich vom Ort) (Standort) | Bildstock                                  | Bildstock, 2. Hälfte 19. Jahrhundert | D-7-80-139-1  | [[Vorlage:Bilderwunsch/code!/C:47.47305,10.27885!/D:Straßäcker (südlich vom Ort), Bildstock!/\|BW]] |

### Beilenberg
| Lage                     | Objekt                                  | Beschreibung | Akten-Nr.     | Bild                                    |
| ------------------------ | --------------------------------------- | --- | ------------- | --------------------------------------- |
| In Beilenberg (Standort) | Katholische Kapelle Maria vom Guten Rat | Katholische Kapelle Maria vom Guten Rat, Walmdachbau mit im Westen abgerundeten, im Osten eingeschwungenen Ecken und eingezogenem Chor, von Simon Schratt, um 1779; mit Ausstattung. | D-7-80-139-30 | Katholische Kapelle Maria vom Guten Rat |

### Berghofen
| Lage                 | Objekt                                | Beschreibung | Akten-Nr.     | Bild                  |
| -------------------- | ------------------------------------- | --- | ------------- | --------------------- |
| Burgweg 1 (Standort) | Katholische Filialkirche St. Leonhard | Katholische Filialkirche St. Leonhard, Saalbau mit leicht eingezogenem Chor und Dachreiter mit Spitzhelm, Langhaus im Kern 14. Jahrhundert, Chor vor 1438, Dachreiter 17. Jahrhundert, Umbau und Erweiterung durch Peter Pfaundler 1760; mit Ausstattung. | D-7-80-139-31 | weitere Bilder        |
| Burgweg 2 (Standort) | Ehemaliges Benefiziatenhaus           | Ehemaliges Benefiziatenhaus, zweigeschossiger, verschindelter Blockbau, 18. Jahrhundert, Dach später, Wirtschaftsteil erneuert. | D-7-80-139-32 | BW                    |
| Burgweg 6 (Standort) | Bauernhaus                            | Bauernhaus, zweigeschossiger, unverkleideter Blockbau mit Flachsatteldach und Gänter, 18. Jahrhundert | D-7-80-139-34 | Bauernhaus            |
| Salzweg 2 (Standort) | Ehemaliges Bauernhaus                 | Ehemaliges Bauernhaus, zweigeschossiger, offener Blockbau mit Schleppdach, Fachwerkgiebel und altem Türgerüst, bezeichnet 1768, Dachgeschoss spätes 19. Jahrhundert                                                                                       | D-7-80-139-36 | Ehemaliges Bauernhaus |

### Binswangen
| Lage                          | Objekt                                   | Beschreibung | Akten-Nr.     | Bild           |
| ----------------------------- | ---------------------------------------- | --- | ------------- | -------------- |
| Imberger Straße 11 (Standort) | Bauernhaus                               | Bauernhaus, Einfirsthof, traufständiger, zweigeschossiger Satteldachbau mit geschnitzter Tür, im Dachstuhl bezeichnet 1866.                                                          | D-7-80-139-82 | Bauernhaus     |
| Sonnenkopfstraße 1 (Standort) | Katholische Kapelle St. Johannes Nepomuk | Katholische Kapelle St. Johannes Nepomuk, Rechteckbau mit eingezogenem, dreiseitig geschlossenem Chor und Dachreiter mit Zwiebelhaube, von Franz Kappeler, 1741/42; mit Ausstattung. | D-7-80-139-37 | weitere Bilder |

### Breiten
| Lage                   | Objekt                             | Beschreibung | Akten-Nr.     | Bild           |
| ---------------------- | ---------------------------------- | --- | ------------- | -------------- |
| In Breiten (Standort)  | Katholische Kapelle St. Lukas      | Katholische Kapelle St. Lukas, Rechteckbau mit dreiseitigem Schluss und Dachreiter mit Spitzhelm, 1856; mit Ausstattung.                                                   | D-7-80-139-39 | BW             |
| In Oberried (Standort) | Katholische Dreifaltigkeitskapelle | Katholische Dreifaltigkeitskapelle, Rechteckbau mit dreiseitigem Schluss und Dachreiter mit Zwiebelhaube, um 1770; mit Ausstattung; im ehemaligen Weiler Oberried gelegen. | D-7-80-139-40 | weitere Bilder |

### Burg Sonthofen
| Lage                         | Objekt                    | Beschreibung | Akten-Nr.    | Bild           |
| ---------------------------- | ------------------------- | --- | ------------ | -------------- |
| Hofener Straße 16 (Standort) | Ehemalige NS-„Ordensburg“ | Ehemalige NS-„Ordensburg“, jetzt Generaloberst-Beck-Kaserne, weiträumige Anlage auf Höhenplateau, in mehreren Bauabschnitten von Hermann Giesler errichtet: „Alte Burg“, nach Süden ausgerichtete Dreiflügelanlage um Appellhof, 1934–36, ausgreifender Ausbau entlang einer Ost-West-Paradeachse mit landschaftsbeherrschendem „Palas“ an der westlichen Hangkante, 1937–42. | D-7-80-139-7 | weitere Bilder |

### Hinang
| Lage                 | Objekt                         | Beschreibung | Akten-Nr.              | Bild                    |
| -------------------- | ------------------------------ | --- | ---------------------- | ----------------------- |
| Hinang 2 (Standort)  | Ehemaliges Bauernhaus          | Ehemaliges Bauernhaus, zweigeschossiger, verschindelter Blockbau mit Satteldach über Bruchsteinuntergeschoss, bezeichnet 1784, Dach 19. Jahrhundert   | D-7-80-139-42          | Ehemaliges Bauernhaus   |
| Hinang 10 (Standort) | Bauernhaus                     | Bauernhaus, Einfirsthof, giebelständiger, zweigeschossiger Flachsatteldachbau, um 1800 erbaut, Umbau 2. Hälfte 19. Jahrhundert                        | D-7-80-139-83          | Bauernhaus              |
| Hinang 11 (Standort) | Ehemalige Nagelschmiede        | Ehemalige Nagelschmiede, zweigeschossiger, teilweise verputzter und verschindelter Bruchsteinbau mit Flachsatteldach, 1. Hälfte 19. Jahrhundert       | D-7-80-139-43          | Ehemalige Nagelschmiede |
| Hinang 14 (Standort) | Ehemaliges Bauernhaus          | Ehemaliges Bauernhaus, zweigeschossiger Blockbau mit Flachsatteldach, verputztem Erdgeschoss und Mittertenne, im Kern 18. Jahrhundert, Dach erneuert. | D-7-80-139-44          | Ehemaliges Bauernhaus   |
| Hinang 41 (Standort) | Katholische Kapelle St. Martin | Katholische Kapelle St. Martin, Saalbau mit eingezogenem, dreiseitig geschlossenem Chor und Dachreiter mit Zwiebelhaube, 1686–88; mit Ausstattung.    | D-7-80-139-41 Wikidata | weitere Bilder          |
| Hinang 42 (Standort) | Sühnekreuz                     | Sühnekreuz, Sandstein, bezeichnet 159(?) | D-7-80-139-47          | BW                      |

### Hochweiler
| Lage                     | Objekt                                            | Beschreibung | Akten-Nr.     | Bild           |
| ------------------------ | ------------------------------------------------- | --- | ------------- | -------------- |
| In Hochweiler (Standort) | Katholische Kapelle St. Leonhard und St. Wendelin | Katholische Kapelle St. Leonhard und St. Wendelin, Rechteckbau mit eingezogenem, dreiseitig geschlossenem Chor und Dachreiter, um 1800; mit Ausstattung. | D-7-80-139-48 | weitere Bilder |

### Hofen
| Lage                | Objekt                          | Beschreibung | Akten-Nr.     | Bild |
| ------------------- | ------------------------------- | --- | ------------- | ---- |
| Hofen 6 (Standort)  | Hausfigur                       | Engel, Anfang 18. Jahrhundert                                                                                                   | D-7-80-139-50 | BW   |
| In Hofen (Standort) | Katholische Kapelle St. Ludwina | Katholische Kapelle St. Ludwina, Rechteckbau mit leicht eingezogenem, halbrundem Schluss und Dachreiter, 1736; mit Ausstattung. | D-7-80-139-49 | BW   |

### Imberg
| Lage                                           | Objekt                                          | Beschreibung | Akten-Nr.     | Bild                  |
| ---------------------------------------------- | ----------------------------------------------- | --- | ------------- | --------------------- |
| Im Bachtel, südlich vom Ort. (Standort)        | Wegkapelle                                      | Wegkapelle, Nischenbau mit eingezogenem, halbrundem Schluss, Ende 18. Jahrhundert; | D-7-80-139-54 | Wegkapelle            |
| Imberg (Standort)                              | Katholische Kapelle St. Katharina und Silvester | Katholische Kapelle St. Katharina und Silvester, spätgotischer Rechteckbau mit eingezogenem, dreiseitig geschlossenem Chor und Dachreiter mit Zwiebelhaube, Langhaus 15. Jahrhundert, Chor und Sakristei wohl um 1500, Erhöhung spätes 18. Jahrhundert; mit Ausstattung. | D-7-80-139-51 | weitere Bilder        |
| Imberg 25 (Standort)                           | Ehemaliges Bauernhaus                           | Ehemaliges Bauernhaus, zweigeschossiger, verputzter Blockbau mit Stall im Untergeschoss, Flachsatteldach und abgerundeten Balkenvorstößen, 2. Hälfte 18. Jahrhundert, Wirtschaftsteil verändert.                                                                         | D-7-80-139-53 | Ehemaliges Bauernhaus |
| Weidach, an Straße nach Binswangen. (Standort) | Bildstock                                       | Bildstock, verputzter Rechteckpfeiler mit Rundbogennische, wohl noch 18. Jahrhundert; mit Ausstattung; | D-7-80-139-55 | Bildstock             |

### Margarethen
| Lage                      | Objekt                             | Beschreibung | Akten-Nr.     | Bild           |
| ------------------------- | ---------------------------------- | --- | ------------- | -------------- |
| Margarethen 12 (Standort) | Katholische Kapelle St. Margaretha | Katholische Kapelle St. Margaretha, Rechteckbau mit dreiseitigem Schluss und Dachreiter, 1419, Chor und Sakristei von Heinrich Zeller 1556; mit Ausstattung. | D-7-80-139-56 | weitere Bilder |

### Rieden
| Lage                       | Objekt                            | Beschreibung | Akten-Nr.     | Bild                              |
| -------------------------- | --------------------------------- | --- | ------------- | --------------------------------- |
| Kapellenweg 2 c (Standort) | Katholische Kapelle St. Apollonia | Katholische Kapelle St. Apollonia, längsovaler Zentralbau mit halbrundem Schluss, nach Plänen von Baurat Meyer, 1947; mit historischen Ausstattungsstücken. | D-7-80-139-57 | Katholische Kapelle St. Apollonia |
| Kapellenweg 12 (Standort)  | Bauernhaus                        | Bauernhaus, zweigeschossiger, verputzter Blockbau mit Flachsatteldach, Fachwerkgiebel unter Verputz und gekerbten Balkenköpfen, 18. Jahrhundert             | D-7-80-139-58 | Bauernhaus                        |

### Staig
| Lage                     | Objekt                                                 | Beschreibung                                                                 | Akten-Nr.     | Bild |
| ------------------------ | ------------------------------------------------------ | ---------------------------------------------------------------------------- | ------------- | ---- |
| Auerhahnweg 2 (Standort) | Historische Ausstattungsstücke in modernem Kapellenbau | Historische Ausstattungsstücke in modernem Kapellenbau, um 1520/25 und 1677. | D-7-80-139-59 | BW   |

### Tiefenbach
| Lage                                                               | Objekt                            | Beschreibung | Akten-Nr.     | Bild |
| ------------------------------------------------------------------ | --------------------------------- | --- | ------------- | --- |
| Tiefenbach (am östlichen Ortsrand) (Standort)                      | Ehemalige Nagelschmiede           | erdgeschossiger Satteldachbau, 1. Hälfte 19. Jahrhundert                                                                                              | D-7-80-139-62 | Ehemalige Nagelschmiede |
| Tiefenbach 5 (Standort)                                            | Ehemalige Schule                  | zweigeschossiger Massivbau mit flachem Satteldach und Fachwerk-Ziergiebel, 2. Hälfte 18. Jahrhundert                                                  | D-7-80-139-61 | BW |
| Tiefenbach 8 (Standort)                                            | Bauernhaus                        | Bauernhaus, zweigeschossiger, verschindelter Blockbau mit Flachsatteldach, über Sockelgeschoss mit Stall, 1. Hälfte 19. Jahrhundert mit älterem Kern. | D-7-80-139-75 | Bauernhaus |
| Tiefenbach 20 a (am Weg nach Staig) (Standort)                     | Bildstock                         | Bildstock, Rechteckpfeiler mit Segmentbogennische und Satteldach, 18. Jahrhundert; mit Ausstattung                                                    | D-7-80-139-65 | [[Vorlage:Bilderwunsch/code!/C:47.51112,10.31412!/D:Tiefenbach 20 a (am Weg nach Staig), Bildstock!/\|BW]]                         |
| Tiefenbach 29 (Standort)                                           | Katholische Kapelle St. Sebastian | Katholische Kapelle St. Sebastian, Rechteckbau mit dreiseitigem Schluss, um 1760, Erweiterung 1848; mit Ausstattung.                                  | D-7-80-139-60 | weitere Bilder |
| Schelmensteig (nahe der Ostrachbrücke der Bundesstraße) (Standort) | Bildstock                         | Bildstock, Satteldachbau mit rundbogiger Öffnung, 18./19. Jahrhundert;                                                                                | D-7-80-139-64 | [[Vorlage:Bilderwunsch/code!/C:47.5088969,10.3211456!/D:Schelmensteig (nahe der Ostrachbrücke der Bundesstraße), Bildstock!/\|BW]] |
| Vorderer Esch (nördlich des Ortes) (Standort)                      | Bildstock                         | Bildstock, Rechteckpfeiler mit Segmentbogennische und Satteldach, 19. /20. Jahrhundert;                                                               | D-7-80-139-63 | [[Vorlage:Bilderwunsch/code!/C:47.5088969,10.3211456!/D:Vorderer Esch (nördlich des Ortes), Bildstock!/\|BW]]                      |

### Unterried
| Lage                   | Objekt                           | Beschreibung                                                                                                  | Akten-Nr.     | Bild                             |
| ---------------------- | -------------------------------- | --- | ------------- | -------------------------------- |
| Unterried 2 (Standort) | Katholische Kapelle St. Leonhard | Katholische Kapelle St. Leonhard, Rechteckbau mit dreiseitigem Schluss und Dachreiter, 1840; mit Ausstattung. | D-7-80-139-66 | Katholische Kapelle St. Leonhard |

### Winkel
| Lage                 | Objekt                      | Beschreibung | Akten-Nr.     | Bild                        |
| -------------------- | --------------------------- | --- | ------------- | --------------------------- |
| Winkel 8 (Standort)  | Ehemaliges Bauernhaus       | Ehemaliges Bauernhaus, zweigeschossiger Satteldachbau, Wohnteil offener Blockbau, Wirtschaftsteil zu Wohnzwecken umgebaut, 18. Jahrhundert, Giebelerhöhung 19. Jahrhundert | D-7-80-139-67 | Ehemaliges Bauernhaus       |
| Winkel 13 (Standort) | Wohnteil eines Bauernhauses | Wohnteil eines Bauernhauses, zweigeschossiger, offener Blockbau mit Zahnfriesen, Anfang 18. Jahrhundert, Giebelerhöhung 19. Jahrhundert                                    | D-7-80-139-68 | Wohnteil eines Bauernhauses |

## Ehemalige Baudenkmäler
In diesem Abschnitt sind Objekte aufgeführt, die früher einmal in der Denkmalliste eingetragen waren, jetzt aber nicht mehr. Objekte, die in anderem Zusammenhang – also z. B. als Teil eines Baudenkmals – weiter eingetragen sind, sollen hier nicht aufgeführt werden. Aktennummern in diesem Abschnitt sind ehemalige, jetzt nicht mehr gültige Aktennummern.

| Lage                                                                                            | Objekt                               | Beschreibung | Akten-Nr.     | Bild                        |
| ----------------------------------------------------------------------------------------------- | ------------------------------------ | --- | ------------- | --------------------------- |
| Sonthofen Kirchstraße 18 (Standort)                                                             | Ehemaliges Benefiziatenhaus          | Ehemaliges Benefiziatenhaus, zweigeschossiger Walmdachbau, 1778, erneuert. | D-7-80-139-9  | Ehemaliges Benefiziatenhaus |
| Sonthofen Stockach 1, 2, 3, 4, 5, 6, 7, 8, 9, 10, 11, 12, 13, 14, 15, 16, 17, 19, 21 (Standort) | Arbeitersiedlung des BHS-Hüttenwerks | Arbeitersiedlung des BHS-Hüttenwerks, eingeschossige Doppelhäuser mit Satteldächern und verbretterten Giebeln, traufseitig an angerartiger Straße gereiht, 1936, mit 1939 östlich angefügter Erweiterungszeile von eingeschossigen Einzelhäusern | D-7-80-139-70 | BW                          |
| Hinang Hinang 43 (Standort)                                                                     | Ehemalige Mühle                      | Ehemaliges Mühle, zweigeschossiger, verputzter Blockbau mit Steilsatteldach, im Kern 18. Jahrhundert, ausgebaut. | D-7-80-139-46 | Ehemalige Mühle             |